# Тваринні жири і олії
Тваринні жири і олії — це ліпідні матеріали, отримані з тварин.
Назву жирам звичайно дають виходячи з їхнього походження та консистенції. До тваринних жирів, придатних в їжу, відносяться: коров'яче масло, яловиче сало, олеомаргарин, пресоване свиняче і гусяче сало та інше.
За густиною, тваринні жири поділяються на тверді і рідкі. «Рідкі жири» називають «жирною олією», а частіше просто «олією». Фізично олії є рідкими за кімнатної температури. Рідкі жири тваринного походження добуваються переважно з морських тварин та риб: печінкова олія, що добувається з печінки деяких риб; трини і трани — витоплюються з усього тіла деяких морських тварин і риб. В Україні тверді жири тваринного походження часто називають салом. Деякі тверді тваринні жири називають маслом: коров'ячий молочний жир.
За цільовим призначенням тваринні жири поділяють на харчові, кормові, технічні, і жири, що використовуються в медицині.

## Розміщення жирів у тваринних організмах
Тваринні жири і олії містяться у таких поширених харчових продуктах як яйця птахів, а серед молочних продуктів — сир, вершкове і кисломолочне масло і молоко тощо; в інших натуральних жирових продуктах: сало-шпик, жирне м'ясо. Сало поділяють на підшкірне, внутрішньом'язове і нутряне (здір).

## Жири сільськогосподарських тварин і птиці
Жири сільськогосподарських тварин і птиці добувають з тваринної сировини, якою є продукти переробки м'яса сільськогосподарських тварин — великої та дрібної рогатої худоби, коней, свиней, сільськогосподарської птиці (курей, качок, гусей).
З жирової тканини (жир-сирець) і кісток великої рогатої худоби, свиней, овець та іншої худоби і птиці виробляють тваринні топлені жири:
- жир яловичий топлений вищого і І ґатунку,
- свинячий вищого і І ґатунку,
- баранячий вищого і І ґатунку,
- кінський (в країнах Середньої Азії)
- кістковий вищого і І ґатунку;
- жир збірний топлений — отримують з сирої сировини, що залишається після витоплювання жиру вищого і першого сортів. Збірний жир на товарні сорти не поділяють;
- в невеликих кількостях виробляють: гусячий, курячий, качиний жири.

Топлений свинячий жир (рідше жир птиці) називають смальцем, топлений жир рогатої худоби — лоєм.
Витоплювані харчові тваринні жири поділяють на ґатунки залежно від виду, якості жирової сировини і методу витоплювання.

## Жири морських ссавців
Морські ссавці Pinnopedia (ластоногі) і Cetacea (китоподібні) є об'єктами морського полювання і китозабійного промислу. Жири цих морських ссавців відомі під назвою ворвані.
Притаманними рисами для жирів морських ссавців і риб'ячих жирів, є наявність у них гліцеридів поліненасичених жирних кислот з чотирма, п'ятьма і шістьма подвійними зв'язками (купадонової та інших високомолекулярних і сильноненасичених жирних кислот).
Тваринні жири отримують із деяких морських ссавців:
- жири вусатих китів (найбільше промислове значення мають кити підродини смугасті);

- синій чи блакитний кит (блювал),
- фінвал

- жир зубатих китів:

- дельфіни, касатки
- клюворили (пляшконіс)
- кашалоти (звичайний і карликовий кашалот);

- тюленів;
- моржів;
- курильських котиків
- жир скатів (скат звичайний південний).

Китовий жир. 
Жир скатів одержують з печінки цих тварин, а туші переробляють на кормове борошно, яке містить 5,2 % вологи, 43,4 % білків і 0,1 % аміаку. Скат звичайний південний розповсюджений у Чорному та Азовському морях.
Дельфіновий жир промисловістю вироблявся до 1965 року. В 1966 році було підписано Міжнародну конвенцію по китобійному промислу, згідно якої було заборонено промисел дельфінів.
Тюленячий жир для використання в медицині добувають з підшкірного сала тюленів Phoca vitalina та Phoca grenlandia. Сало нагрівають до 60-65оС і фільтують. За хімічним складом цей жир подібний до тріскового. Жир має світло-жовтий колір, кислотне число не перевищує 2,2 мг КОН/г, йодне число — 170—190 г J2/100 г.
В необробленому вигляді використання жиру морських ссавців є ускладненим через наявність специфічного запаху. Жири морських тварин знаходять застосування у виробництві мастильних матеріалів і мийних засобів, захисних покриттів, лінолеуму, а також мазей, гліцерину, в парфумерній промисловості і для виготовлення фармацевтичних препаратів.

## Жири промислових риб
В тушах риб міститься від 0,1 до 33 % жиру.

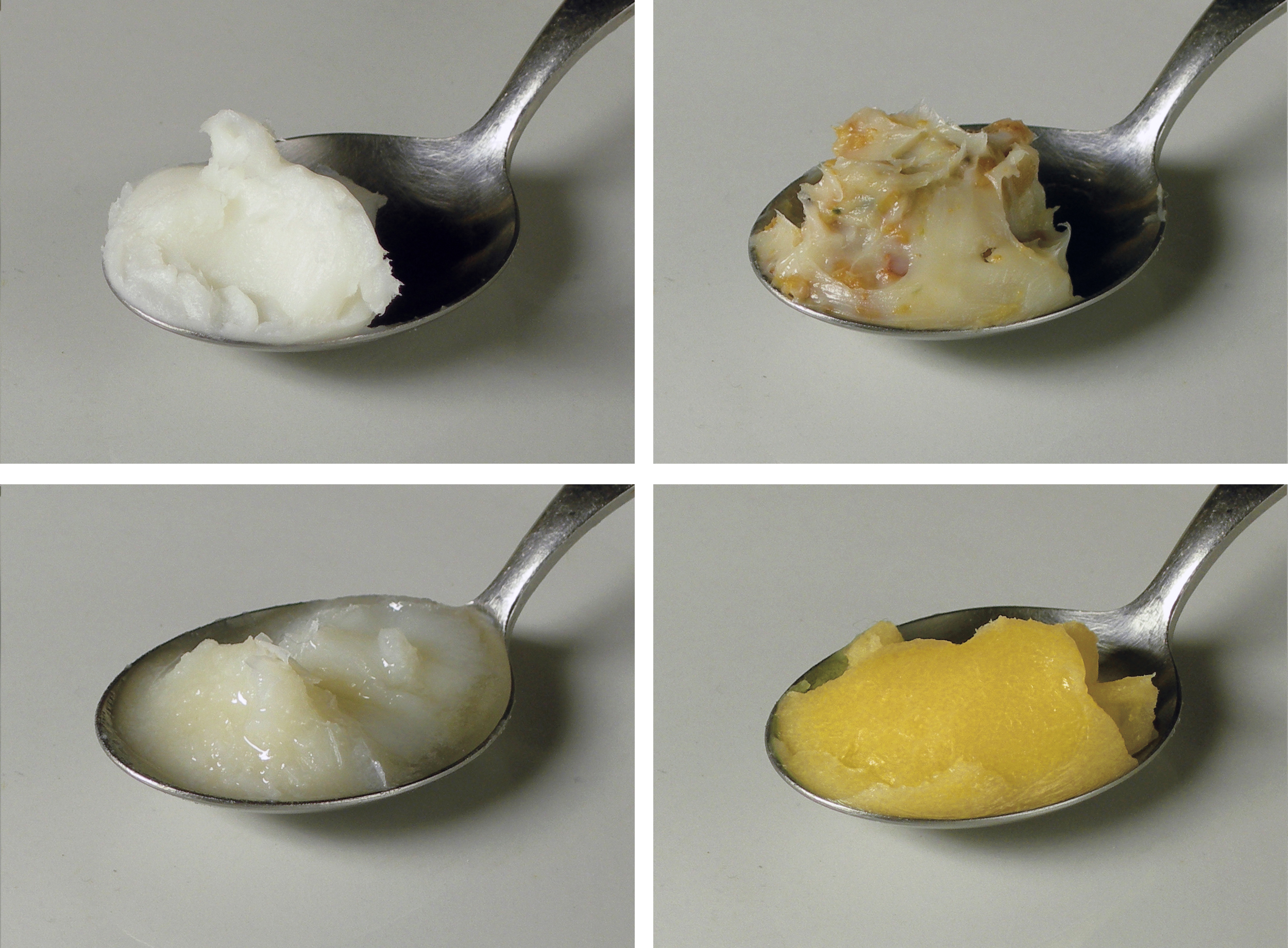
Зліва направо: Чистий свинячий смалець, смалець зі шкварками, гусячий смалець, топлене вершкове масло

## Фізичні властивості і хімічний склад
Тваринні жири мають температуру плавлення від 184 °C, температуру кипіння близько 200 °C і температуру займання 280 °C (займання відбувається без іскри). Деякі тваринні жири, такі як гусячий жир мають більш високу точку димоутворення, ніж інші тваринні жири, але все одно нижчою, ніж більшість рослинних олій, серед яких соняшникова оливкова або авокадова олія.
Тваринні жири складаються переважно з насичених жирних кислот (сума цих кислот, головним чином стеаринової і пальмітинової, досягає 50 % і вище), рослинні — ненасичених. З точки зору біологічної цінності тваринні жири, за винятком деяких риб'ячих, поступаються більшості рослинних олій. Для більшості тваринних жирів вміст поліненасичених жирних кислот є незначним, і лише у свинячому жирі найбільший вміст їх ледь досягає 10 %. Вміст моно- та поліненасичених кислот в жирах морських тварин значний, а вміст докозагексаєнової кислоти не зустрічається у наземних тварин та рослин, але є властивим для морських тварин.
У тваринних жирах, на відміну від рослинних, у помітній кількості (приблизно 0,1 %) міститься холестерин (С27Н45ОН).

## Застосування
Тваринні жири використовують у виробництві високоякісного туалетного мила, косметичних кремів, як складова частина комбікормів, для виробництва жирних кислот, мастильних матеріалів та в деяких галузях техніки.

## Кулінарне використання
Тваринні жири, як і рослинні, мають високу енергетичну цінність. Багато тваринних жирів споживається прямо або побічно, як інгредієнти у продуктах харчування, у складі рослинно-тваринних саломасів — у вигляді так званих «кулінарних» чи «кондитерських жирів», як наповнювач у м'ясних виробах. Головним чином тваринні жири використовують як кулінарні жири. В незначній кількості ці жири використовують у виробництві маргаринової продукції.
Збірні жири у харчовій галузі використовується для виробництва ковбасних виробів, копчень, субпродуктів, драглів, варіння м'яса. Тваринні жири в харчовій справі мають різноманітні застосування:
- призводять до меншого злипання інших інгредієнтів;
- для смаку, оскільки спеціально вибрані для цього жири надаватимуть певного аромату, яким вони володіють;
- як смакова база, оскільки жири також можуть «нести» смак інших складників, оскільки багато смаків, які присутні в хімічних речовинах, є розчинними у маслі.

| Олія печінки тріски | Яловиччина, сало | Конина, сало | Кінський жир |

Найвищу біологічну цінність серед тваринних топлених жирів має свинячий жир, оскільки у ньому міститься більше незамінної лінолевої кислоти (9,4 %), вітаміну Е (6 мг %), він має найнижчу температуру топлення (33-46 °С) і добре засвоюється (90-96 %).
Широке вживання свинини і сала та часте використання яєць, є ознакою притаманною для української кухні.
Рибні жири мають високу харчову і біологічну цінність і застосовуються як лікувально-профілактичний продукт.
Згідно з рекомендаціями медиків-дієтологів, в раціоні людини тваринні жири повинні складати близько двох третин усіх жирів.

## У народній медицині
У народній медицині для лікування простудних захворювань, застосовували мазі виготовлені на основі тваринних жирів. У разі хвороби органів дихання, до грудей прикладали синій цукровий папір змащений овечим або гусячим жиром.(с.:173) Рани лікували прикладанням мазі, яка складалась із свинячого і овечого жиру, ладану, воску, смоли і гліцеринового мила.(с.:37) Струпи від віспи змащували гусячим жиром, а вовчий лишай лікували вовчим жиром.(с.:181)